# Step Back in Time: The Definitive Collection
Step Back in Time: The Definitive Collection é o quarto álbum de grandes sucessos da cantora australiana Kylie Minogue, lançado em 28 de junho de 2019 pela gravadora BMG Rights Management, servindo como sua primeira compilação com a gravadora. Minogue confirmou o registro em maio de 2019, após divulgar o conteúdo inicial nas redes sociais e em seu site. O conteúdo original do álbum inclui quarenta e duas músicas, que remontam à estreia de Minogue com a PWL em 1987. Uma versão expandida do álbum original foi lançada em 22 de novembro de 2019, incluindo um disco extra com mais oito singles da carreira de Minogue, bem como um megamix produzido pela Freemasons. A compilação foi disponibilizada em diversos formatos, incluindo uma edição em disco compacto duplo, um vinil com disco de imagens e cinco formatos de cassetes de edição limitada.
Step Back in Time: The Definitive Collection recebeu críticas positivas dos críticos musicais, que elogiaram o extenso catálogo de Minogue, com pequenas críticas direcionadas ao conteúdo e embalagem omitidos. O álbum foi um sucesso comercial, estreando em primeiro lugar na Austrália e no Reino Unido, onde recebeu certificado de ouro neste último. O disco também alcançou o top 10 na Espanha, Bélgica e Suíça, bem como nas paradas de componentes nos Estados Unidos. Minogue promoveu o álbum com o single "New York City" e embarcou na turnê Summer 2019 pela Europa, Oriente Médio e América do Sul.

## Antecedentes e conteúdo
Perto do final de abril de 2019, Minogue sugeriu o lançamento de uma coletânea de grandes sucessos ao compartilhar o conteúdo de seu videoclipe de "Step Back in Time" em suas redes sociais. Além disso, uma contagem regressiva foi adicionada ao seu site oficial, que estava previsto para terminar em 3 de maio, mas terminou um dia antes. Após a contagem regressiva, o site exibiu o slogan do álbum: "Pop Precision Since 1987". Ela anunciou o álbum Step Back in Time: The Definitive Collection em seu site, com pré-encomendas disponíveis no mesmo dia.
O álbum foi planejado para coincidir com o 30º aniversário da carreira de Minogue, bem como com suas aparições no Festival de Glastonbury, Brighton Pride e outros festivais de verão daquele ano. É a quinta coletânea de grandes sucessos de Minogue, depois de Greatest Hits (1992), Hits + (2000), Ultimate Kylie (2004) e The Best of Kylie Minogue (2012). O título vem de seu single de mesmo nome de 1990 e é sua primeira compilação com a BMG Rights Management.
O conteúdo original do álbum consiste em quarenta e duas canções escolhidas da carreira de cantora de Minogue começando em 1987; todas as faixas são organizadas em uma ordem não cronológica. O primeiro disco inclui uma faixa inédita intitulada "New York City", que foi gravada durante as sessões de seu décimo quarto álbum de estúdio, Golden (2018). A música "Breathe" aparece no disco um entre "2 Hearts" e "Red Blooded Woman" na edição deluxe, enquanto "New York City" aparece como a música final no disco dois como uma faixa oculta. Algumas faixas da discografia de Minogue foram omitidas do lançamento original do álbum, o que gerou críticas; como resultado, um terceiro disco contém oito músicas adicionais de seu catálogo, bem como um megamix do trabalho de Minogue com duração de mais de 40 minutos.

## Lançamento e formato
Step Back in Time: The Definitive Collection foi lançado em vários formatos em 28 de junho de 2019 pela BMG Rights Management. O álbum foi lançado em dois formatos padrão: formato físico e livro de capa dura de 32 páginas, ambos incluindo dois discos contendo o material do álbum. Três conjuntos de vinil foram lançados em várias cores: preto, menta e disco de imagem. Todos os formatos de vinil contêm apenas vinte das quarenta e duas faixas do álbum original, mas cada cópia também inclui uma cópia digital. Cinco fitas cassete de dois conjuntos também foram lançadas em várias cores, incluindo transparente, dourado, verde, rosa e branco. Em novembro, o BMG adicionou conteúdo adicional ao álbum; a versão expandida foi lançada como um formato físico de três discos e digitalmente no site da Minogue.

## Crítica profissional
| Críticas profissionais | Críticas profissionais |
| Avaliações da crítica  | Avaliações da crítica  |
| Fonte                  | Avaliação              |
| ---------------------- | ---------------------- |
| AllMusic               | [ 17 ]                 |
| Classic Pop            | 8/10                   |
| Entertainment Focus    | (mista)                |
| Spectrum Culture       | [ 20 ]                 |
| The Yorkshire Times    | [ 21 ]                 |

Step Back in Time: The Definitive Collection recebeu críticas positivas dos críticos musicais. Tim Sendra, do AllMusic, deu quatro estrelas em cinco ao álbum de grandes sucessos, chamando-o de um "tributo adequado" a tempo para o 30º aniversário da carreira de Minogue. Sendra descreveu-o como "verdadeiramente definitivo e essencial" e concluiu dizendo "Esta coleção mostra quantas vezes isso aconteceu, especialmente depois que ela conseguiu obter o controle de sua própria carreira." Graham Clark do The Yorkshire Times também concedeu ao álbum quatro estrelas, afirmando "No mundo inconstante do pop, Kylie ainda está no topo." Mick Jacobs, da Spectrum Culture, elogiou a versatilidade geral da compilação, descrevendo as canções dançantes e os momentos downtempo de Minogue como tendo "apelo duradouro". Jacobs continuou dizendo: "Step Back in Time é um forte lembrete não apenas de quão prolífica sua carreira tem sido, mas também de quanto mais dela podemos esperar."
No entanto, outros críticos notaram a falta de material novo e omitiram singles. A revista Classic Pop deu-lhe uma classificação de 8 em 10 e descreveu-o como um "guia bacana para uma das grandes carreiras pop modernas". No entanto, o revisor considerou que "não é perfeito" ou "definitivo". Pip Ellwood-Hughes, escrevendo para a Entertainment Focus, elogiou como o lançamento do álbum "provavelmente se baseará na atual onda de amor por Kylie que está varrendo o Reino Unido". Ellwood-Hughes, por outro lado, chamou a embalagem do álbum de "decepção" e concluiu que "aqueles de nós que estão com ela desde o início podem se sentir um pouco desapontados com a falta de extras adicionais". Quentin Harrison, do Albumism, escreveu um artigo ecoando sentimentos semelhantes sobre a falta de certas faixas em Step Back in Time, afirmando que os singles de Minogue "Finer Feelings", "Where Is the Feeling?", "Some Kind of Bliss", "Flower" e "Into the Blue" deveriam ter sido incluídos no lançamento original do álbum.

## Promoção
A promoção de Step Back in Time: The Definitive Collection começou com o lançamento do single independente "New York City". A música foi adicionada pela primeira vez ao setlist da Golden Tour e, devido à demanda popular, foi anunciada para ser incluída na compilação. Ele estreou como single digital em 3 de maio de 2019 e foi apresentado no The Zoe Ball Breakfast Show na BBC Radio 2 e no The Graham Norton Show no mesmo dia. Seis dias depois, o canal de Minogue no YouTube lançou um videoclipe da faixa com imagens da Golden Tour.

### Turnê
Para continuar a promover o álbum, Minogue iniciou a turnê Summer 2019. O show foi anunciado durante a etapa europeia da Golden Tour, e datas adicionais foram adicionadas para coincidir com a aparição de Minogue no Festival de Glastonbury 2019. O show recebeu críticas positivas das publicações, e sua atuação no festival recebeu aclamação unânime. A apresentação de Minogue no Glastonbury foi o show de maior audiência da história, com 3,9 milhões de telespectadores. Minogue também fez uma turnê pela Europa, incluindo paradas nos Emirados Árabes Unidos e no Brasil.

## Lista de faixas
Lista de faixas adaptadas do encarte do álbum.
| Step Back in Time: The Definitive Collection – (Disco 1) |                                                        |                                                                                          |                                                |         |  |
| N.º                                                      | Título                                                 | Compositor(es)                                                                           | Produtor(es)                                   | Duração |  |
| 1.                                                       | "Can't Get You Out of My Head" (de Fever, 2001)        | Cathy Dennis Rob Davis                                                                   | Dennis Davis                                   | 3:50    |  |
| 2.                                                       | "Spinning Around" (de Light Years, 2000)               | Kara DioGuardi Paula Abdul Ira Shickman Osborne Bingham                                  | Mike Spencer                                   | 3:27    |  |
| 3.                                                       | "Love at First Sight" (de Fever, 2001)                 | Kylie Minogue Richard Stannard Ash Howes Julian Gallagher Martin Harrington              | Stannard Gallagher                             | 3:58    |  |
| 4.                                                       | "Dancing" (de Golden, 2018)                            | Minogue Steve McEwan Nathan Chapman                                                      | Sky Adams                                      | 2:58    |  |
| 5.                                                       | "In Your Eyes" (de Fever, 2001)                        | Minogue Stannard Howes Gallagher                                                         | Stannard Gallagher                             | 3:17    |  |
| 6.                                                       | "Slow" (de Body Language, 2003)                        | Minogue Emilíana Torrini Dan Carey                                                       | Torrini Carey Sunnyroads                       | 3:13    |  |
| 7.                                                       | "All the Lovers" (de Aphrodite, 2010)                  | Jim Eliot Mima Stilwell                                                                  | Eliot Stuart Price                             | 3:20    |  |
| 8.                                                       | "I Believe in You" (de Ultimate Kylie, 2004)           | Minogue Jake Shears Scott Hoffman                                                        | Shears Babydaddy                               | 3:20    |  |
| 9.                                                       | "In My Arms" (de X, 2007)                              | Minogue Calvin Harris Paul Harris Stannard Julian Peake                                  | C. Harris Stannard                             | 3:31    |  |
| 10.                                                      | "On a Night Like This" (de Light Years, 2000)          | Graham Stack Mark Taylor Brian Rawling Steve Torch                                       | Stack Taylor                                   | 3:32    |  |
| 11.                                                      | "Your Disco Needs You" (de Light Years, 2000)          | Minogue Robbie Williams Guy Chambers                                                     | Chambers Steve Power                           | 3:32    |  |
| 12.                                                      | "Please Stay" (de Light Years, 2000)                   | Minogue Stannard Gallagher John Themis                                                   | Stannard Gallagher                             | 4:05    |  |
| 13.                                                      | "2 Hearts" (de X, 2007)                                | Eliot Stilwell                                                                           | Kish Mauve                                     | 2:53    |  |
| 14.                                                      | "Red Blooded Woman" (de Body Language, 2003)           | Johnny Douglas Karen Poole                                                               | Douglas                                        | 4:20    |  |
| 15.                                                      | "The One" (de X, 2007)                                 | Minogue Stannard James Wiltshire Russell Small John Andersson Johan Emmoth Emma Holmgren | Stannard Freemasons                            | 4:04    |  |
| 16.                                                      | "Come into My World" (versão de rádio; de Fever, 2001) | Dennis Davis                                                                             | Dennis Davis                                   | 4:06    |  |
| 17.                                                      | "Wow" (de X, 2007)                                     | Minogue Poole Greg Kurstin                                                               | Kurstin                                        | 3:12    |  |
| 18.                                                      | "Get Outta My Way" (de Aphrodite, 2010)                | Mich Hansen Lucas Secon Damon Sharpe Peter Wallevik Daniel Davidsen                      | Cutfather Price Secon Sharpe Wallevik Davidsen | 3:39    |  |
| 19.                                                      | "Timebomb" (single sem álbum, 2012)                    | Poole Matt Schwartz P. Harris                                                            | Schwartz P. Harris                             | 2:57    |  |
| 20.                                                      | "Kids" (com Robbie Williams; de Light Years, 2000)     | Williams Chambers                                                                        | Chambers Power                                 | 4:20    |  |
| 21.                                                      | "Stop Me from Falling" (de Golden, 2018)               | Minogue McEwan Adams Danny Shah                                                          | Adams                                          | 3:01    |  |
| 22.                                                      | "New York City"                                        | Minogue Daniel Stein Poole Myles MacInnes                                                | DJ Fresh                                       | 3:20    |  |
| Duração total:                                           | Duração total:                                         | Duração total:                                                                           | Duração total:                                 | 77:55   |  |

| Step Back in Time: The Definitive Collection – (Disco 2) |                                                                                        | |                            |         |  |
| N.º                                                      | Título                                                                                 | Compositor(es) | Produtor(es)               | Duração |  |
| 1.                                                       | "Step Back in Time" (de Rhythm of Love, 1990)                                          | Mike Stock Matt Aitken Pete Waterman | Stock Aitken Waterman      | 3:05    |  |
| 2.                                                       | "Better the Devil You Know" (de Rhythm of Love, 1990)                                  | Stock Aitken Waterman | Stock Aitken Waterman      | 3:52    |  |
| 3.                                                       | "Hand on Your Heart" (de Enjoy Yourself, 1989)                                         | Stock Aitken Waterman | Stock Aitken Waterman      | 3:50    |  |
| 4.                                                       | "Wouldn't Change a Thing" (de Enjoy Yourself, 1989)                                    | Stock Aitken Waterman | Stock Aitken Waterman      | 3:12    |  |
| 5.                                                       | "Shocked" (remix de DNA; de Rhythm of Love, 1990)                                      | Stock Aitken Waterman Pauline Bennett | Stock Aitken Waterman DNA  | 3:08    |  |
| 6.                                                       | "Especially for You" (com Jason Donovan; de Enjoy Yourself, 1989)                      | Stock Aitken Waterman | Stock Aitken Waterman      | 3:58    |  |
| 7.                                                       | "I Should Be So Lucky" (de Kylie, 1988)                                                | Stock Aitken Waterman | Stock Aitken Waterman      | 3:22    |  |
| 8.                                                       | "Celebration" (de Greatest Hits, 1992)                                                 | Ronald Nathan Bell Claydes Charles Smith George Melvin Brown James "J.T." Taylor Robert Spike Mickens Earl Eugene Toon Jr. Dennis Ronald Thomas Robert Earl Bell Eumir Deodato | Phil Harding Ian Curnow    | 3:57    |  |
| 9.                                                       | "The Loco-Motion" (mix de 7"; de Kylie, 1988)                                          | Carole King Gerry Goffin | Stock Aitken Waterman      | 3:13    |  |
| 10.                                                      | "Give Me Just a Little More Time" (de Let's Get to It, 1991)                           | Edythe Wayne Ron Dunbar | Stock Waterman             | 3:06    |  |
| 11.                                                      | "Never Too Late" (de Enjoy Yourself, 1989)                                             | Stock Aitken Waterman | Stock Aitken Waterman      | 3:20    |  |
| 12.                                                      | "Got to Be Certain" (de Kylie, 1988)                                                   | Stock Aitken Waterman | Stock Aitken Waterman      | 3:20    |  |
| 13.                                                      | "Tears on My Pillow" (de Enjoy Yourself, 1989)                                         | Sylvester Bradford Al Lewis | Stock Aitken Waterman      | 2:28    |  |
| 14.                                                      | "Je ne sais pas pourquoi" (de Kylie, 1988)                                             | Stock Aitken Waterman | Stock Aitken Waterman      | 4:02    |  |
| 15.                                                      | "What Kind of Fool (Heard All That Before)" (de Greatest Hits, 1992)                   | Stock Waterman Minogue | Stock Waterman             | 3:44    |  |
| 16.                                                      | "What Do I Have to Do" (mix de 7"; de Rhythm of Love, 1990)                            | Stock Aitken Waterman | Stock Aitken Waterman      | 3:34    |  |
| 17.                                                      | "Confide in Me" (versão de rádio; de Kylie Minogue, 1994)                              | Steve Anderson Dave Seaman Edward Barton | Brothers in Rhythm         | 4:26    |  |
| 18.                                                      | "Breathe" (versão de rádio; de Impossible Princess, 1997)                              | Minogue Ingo Vauk David Ball | Minogue Vauk Ball          | 3:40    |  |
| 19.                                                      | "Put Yourself in My Place" (versão de rádio; de Kylie Minogue, 1994)                   | Jimmy Harry | Harry                      | 4:13    |  |
| 20.                                                      | "Where the Wild Roses Grow" (com Nick Cave and the Bad Seeds; de Murder Ballads, 1996) | Nick Cave | Tony Cohen Victor Van Vugt | 3:57    |  |
| Duração total:                                           | Duração total:                                                                         | Duração total: | Duração total:             | 71:17   |  |

| Step Back in Time: The Definitive Collection — (Disco 3) — edição expandida |                                                                            |                                                 |                       |         |  |
| N.º                                                                         | Título                                                                     | Compositor(es)                                  | Produtor(es)          | Duração |  |
| 1.                                                                          | "Into the Blue" (de Kiss Me Once, 2014)                                    | Kelly Sheehan Mike Del Rio Jacob Kasher Hindlin | Del Rio Sheehan       | 4:10    |  |
| 2.                                                                          | "I Was Gonna Cancel" (de Kiss Me Once, 2014)                               | Pharrell Williams                               | Williams Sheehan      | 3:32    |  |
| 3.                                                                          | "Chocolate" (versão de rádio; de Body Language, 2003)                      | Poole Johnny Douglas                            | Douglas               | 4:02    |  |
| 4.                                                                          | "Did It Again" (versão de rádio; de Impossible Princess, 1997)             | Minogue Anderson Seaman                         | Brothers in Rhythm    | 3:45    |  |
| 5.                                                                          | "Some Kind of Bliss" (versão de rádio; de Impossible Princess, 1997)       | James Dean Bradfield Minogue Sean Moore         | Bradfield Dave Eringa | 3:34    |  |
| 6.                                                                          | "Word Is Out" (de Let's Get to It, 1991)                                   | Stock Waterman                                  | Stock Waterman        | 3:35    |  |
| 7.                                                                          | "If You Were With Me Now" (com Keith Washington; de Let's Get to It, 1991) | Minogue Stock Waterman Washington               | Stock Waterman        | 3:10    |  |
| 8.                                                                          | "It's No Secret" (de Kylie, 1988)                                          | Stock Aitken Waterman                           | Stock Aitken Waterman | 3:57    |  |

| Step Back in Time: The Definitive Collection — (Disco 3) — F9 megamix |                                        |                                                                       |                |         |  |
| N.º                                                                   | Título                                 | Compositor(es)                                                        | Produtor(es)   | Duração |  |
| 9.                                                                    | "Step Back in Time" (seção)            | Stock Aitken Waterman                                                 | Wiltshire      | 0:18    |  |
| 10.                                                                   | "I Should Be So Lucky"                 | Stock Aitken Waterman                                                 | Wiltshire      | 2:08    |  |
| 11.                                                                   | "What Do I Have to Do"                 | Stock Aitken Waterman                                                 | Wiltshire      | 2:15    |  |
| 12.                                                                   | "Hand on Your Heart"                   | Stock Aitken Waterman                                                 | Wiltshire      | 2:30    |  |
| 13.                                                                   | "Better the Devil You Know"            | Stock Aitken Waterman                                                 | Wiltshire      | 1:38    |  |
| 14.                                                                   | "Shocked" (mix de DNA)                 | Stock Aitken Waterman Bennett                                         | Wiltshire      | 2:13    |  |
| 15.                                                                   | "Step Back in Time"                    | Stock Aitken Waterman                                                 | Wiltshire      | 2:21    |  |
| 16.                                                                   | "Confide in Me"                        | Anderson Seaman Barton                                                | Wiltshire      | 2:21    |  |
| 17.                                                                   | "On a Night Like This"                 | Stack Taylor Rawling Torch                                            | Wiltshire      | 2:40    |  |
| 18.                                                                   | "Your Disco Needs You"                 | Minogue Williams Chambers                                             | Wiltshire      | 3:31    |  |
| 19.                                                                   | "Spinning Around"                      | DioGuardi Abdul Shickman Bingham                                      | Wiltshire      | 2:24    |  |
| 20.                                                                   | "Love at First Sight"                  | Minogue Stannard Howes Gallagher Harrington                           | Wiltshire      | 2:52    |  |
| 21.                                                                   | "Can't Get Blue Monday Out of My Head" | Dennis Davis Peter Hook Bernard Sumner Gillian Gilbert Stephen Morris | Wiltshire      | 3:46    |  |
| 22.                                                                   | "The One" (instrumental)               | Minogue Stannard Wiltshire Small Andersson Emmoth Holmgren            | Wiltshire      | 0:14    |  |
| 23.                                                                   | "Slow" (acapella)                      | Minogue Torrini Carey                                                 | Wiltshire      | 1:18    |  |
| 24.                                                                   | "The One"                              | Minogue Stannard Wiltshire Small Andersson Emmoth Holmgren            | Wiltshire      | 1:34    |  |
| 25.                                                                   | "All the Lovers"                       | Eliot Stilwell                                                        | Wiltshire      | 3:16    |  |
| 26.                                                                   | "Dancing"                              | Minogue McEwan Chapman                                                | Wiltshire      |         |  |
| Duração total:                                                        | Duração total:                         | Duração total:                                                        | Duração total: | 71:29   |  |

Edições de vinil
| LP1 (Lado A)   |                                |                                             |                          |         |  |
| N.º            | Título                         | Compositor(es)                              | Produtor(es)             | Duração |  |
| 1.             | "Can't Get You Out of My Head" | Dennis Davis                                | Dennis Davis             | 3:50    |  |
| 2.             | "Spinning Around"              | DioGuardi Abdul Shickman Bingham            | Spencer                  | 3:27    |  |
| 3.             | "Love at First Sight"          | Minogue Stannard Howes Gallagher Harrington | Stannard Gallagher       | 3:58    |  |
| 4.             | "In Your Eyes"                 | Minogue Stannard Howes Gallagher            | Stannard Gallagher       | 3:17    |  |
| 5.             | "Slow"                         | Minogue Torrini Carey                       | Torrini Carey Sunnyroads | 3:13    |  |
| Duração total: | Duração total:                 | Duração total:                              | Duração total:           | 17:45   |  |

| LP1 (Lado B)   |                        |                                          |                    |         |  |
| N.º            | Título                 | Compositor(es)                           | Produtor(es)       | Duração |  |
| 6.             | "All the Lovers"       | Eliot Stilwell                           | Eliot Price        | 3:20    |  |
| 7.             | "I Believe in You"     | Minogue Shears Babydaddy                 | Shears Babydaddy   | 3:20    |  |
| 8.             | "In My Arms"           | Minogue C.Harris P.Harris Stannard Peake | C. Harris Stannard | 3:31    |  |
| 9.             | "On a Night Like This" | Stack Taylor Rawling Torch               | Stack Taylor       | 3:32    |  |
| 10.            | "Wow"                  | Minogue Poole Kurstin                    | Kurstin            | 3:12    |  |
| Duração total: | Duração total:         | Duração total:                           | Duração total:     | 16:55   |  |

| LP2 (Lado A)   |                                          |                               |                           |         |  |
| N.º            | Título                                   | Compositor(es)                | Produtor(es)              | Duração |  |
| 11.            | "Step Back in Time"                      | Stock Aitken Waterman         | Stock Aitken Waterman     | 3:05    |  |
| 12.            | "Better the Devil You Know"              | Stock Aitken Waterman         | Stock Aitken Waterman     | 3:52    |  |
| 13.            | "Shocked" (remix de DNA)                 | Stock Aitken Waterman Bennett | Stock Aitken Waterman DNA | 3:08    |  |
| 14.            | "I Should Be So Lucky"                   | Stock Aitken Waterman         | Stock Aitken Waterman     | 3:22    |  |
| 15.            | "Especially for You" (com Jason Donovan) | Stock Aitken Waterman         | Stock Aitken Waterman     |         |  |
| Duração total: | Duração total:                           | Duração total:                | Duração total:            | 17:25   |  |

| LP2 (Lado B)   |                                              |                        |                    |         |  |
| N.º            | Título                                       | Compositor(es)         | Produtor(es)       | Duração |  |
| 16.            | "Confide in Me" (versão de rádio)            | Anderson Seaman Barton | Brothers in Rhythm | 4:26    |  |
| 17.            | "Put Yourself in My Place" (versão de rádio) | Harry                  | Harry              | 4:13    |  |
| 18.            | "2 Hearts"                                   | Eliot Stilwell         | Mauve              | 2:53    |  |
| 19.            | "Kids" (com Robbie Williams)                 | Williams Chambers      | Chambers Power     | 4:20    |  |
| 20.            | "Dancing"                                    | Minogue McEwan Chapman | Adams              | 2:58    |  |
| Duração total: | Duração total:                               | Duração total:         | Duração total:     | 18:50   |  |

## Equipe e colaboradores
- Kylie Minogue — artista
- A&P Artist Management — gestão
- Tony Huang — conceito da capa do álbum
- Xevi Muntane — fotografia
- F9 — produtor de megamix

## Desempenho comercial
Step Back in Time: The Definitive Collection foi um sucesso comercial. Ele estreou em primeiro lugar na Austrália, tornando-se seu sexto álbum a alcançar esse feito, e permaneceu nas paradas regionais por quatro semanas. Também alcançou o primeiro lugar na parada de álbuns australiana e na parada de álbuns de vinil, tornando Minogue a primeira artista a liderar todas as três paradas simultaneamente. Na Nova Zelândia, o álbum passou uma semana na posição 27 na parada regional. Na Irlanda, estreou em quarto lugar na Irish Albums Chart, a entrada mais alta da semana.
No Reino Unido, Step Back in Time: The Definitive Collection estreou em primeiro lugar na parada de álbuns oficiais, tornando-se o sétimo álbum de Minogue a alcançar o topo. Além disso, estreou em primeiro lugar na parada de vinil do país e foi a fita cassete mais vendida naquela semana. A Music Week informou que todos os formatos venderam 31.980 unidades equivalentes a álbuns na região, sendo 25.992 dessas unidades provenientes de vendas físicas, incluindo 5.682 cópias em vinil. O álbum ficou um total de vinte semanas nas paradas e ganhou certificado de ouro pela British Phonographic Industry (BPI) pelas vendas de 100 mil unidades no país.
Na Espanha, o álbum estreou em quinto lugar na parada de álbuns espanhola e passou um total de 12 semanas lá. Além disso, alcançou o nono lugar na Bélgica (Flandres) e na Suíça (Romandia). Alcançou os vinte primeiros na Suíça e na Alemanha, bem como os quarenta primeiros na Áustria, Hungria, República Tcheca, Holanda, Itália e Portugal. Em outros lugares, o álbum alcançou a posição 41 na Polônia e 45 na França. Nos Estados Unidos, o álbum alcançou a posição seis na Independent Albums, 32 na Top Album Sales e 23 na parada de álbuns do Top Tastemaker.

### Tabelas semanais
| País — Tabela musical (2019)          | Melhor posição |
| ------------------------------------- | -------------- |
| Alemanha (Offizielle Deutsche Charts) | 15             |
| Austrália (ARIA)                      | 1              |
| Áustria (Ö3 Austria Top 40)           | 21             |
| Bélgica (Ultratop Flandres)           | 9              |
| Bélgica (Ultratop Valônia)            | 25             |
| República Tcheca (ČNS IFPI)           | 22             |
| Escócia (Official Scottish Albums)    | 1              |
| Estados Unidos (Independent Albums)   | 6              |
| Estados Unidos (Top Album Sales)      | 32             |
| Estados Unidos (Top Tastemaker)       | 23             |
| Espanha (PROMUSICAE)                  | 5              |
| França (SNEP)                         | 45             |
| Hungria (MAHASZ)                      | 21             |
| Irlanda (IRMA)                        | 4              |
| Itália (FIMI)                         | 32             |
| Nova Zelândia (RMNZ)                  | 27             |
| Países Baixos (Dutch Charts)          | 23             |
| Polónia (ZPAV)                        | 41             |
| Portugal (AFP)                        | 40             |
| Reino Unido (Official Albums Chart)   | 1              |
| Suíça (Schweizer Hitparade)           | 11             |
| Suíça (Romandy)                       | 9              |

| País — Tabela musical (2019) | Posição |
| ---------------------------- | ------- |
| Reino Unido (OCC)            | 51      |

| País        | Empresa | Certificação | Vendas  |
| ----------- | ------- | ------------ | ------- |
| Reino Unido | BPI     | Ouro         | 228,584 |

## Histórico de lançamento
| Região | Data                   | Formato                                     | Versão        | Gravadora      | Ref.                               |
| ------ | ---------------------- | ------------------------------------------- | ------------- | -------------- | ---------------------------------- |
| Várias | 28 de junho de 2019    | CD cassete download digital streaming vinil | Padrão deluxe | BMG Parlophone | [ 14 ] [ 15 ] [ 16 ] [ 65 ] [ 66 ] |
| Várias | 22 de novembro de 2019 | CD download digital streaming               | Expandida     | BMG Parlophone | [ 13 ] [ 67 ] [ 68 ]               |